# Cardaillac
Cardaillac – miejscowość i gmina we Francji, w regionie Oksytania, w departamencie Lot.
Według danych na rok 1990 gminę zamieszkiwało 475 osób, a gęstość zaludnienia wynosiła 26 osób/km² (wśród 3020 gmin regionu Midi-Pireneje Cardaillac plasuje się na 608. miejscu pod względem liczby ludności, natomiast pod względem powierzchni na miejscu 622.).